# Toyota GT-One (TS020)
Chronologie des modèles
Toyota TS010 Toyota TS030 Hybrid
La Toyota GT-One, aussi appelée Toyota TS020 au Japon, est une voiture de compétition similaire à un prototype, quoique appartenant à la catégorie GT1 de la FIA, puis LM GTP de l'ACO. Développée pour disputer les 24 Heures du Mans en 1998 et 1999, la GT-One s'y fit remarquer par ses performances mais échoua à décrocher la victoire finale.

## Histoire

### Origines
En 1998, Toyota décide de s’engager officiellement aux 24 Heures du Mans pour la première fois depuis 1993. Durant cette période d'absence, la stratégie de Toyota s’était concentrée sur le développement de voitures destinées aux compétitions japonaises. 
La GT-One, aussi appelée TS020, fut dessinée par André de Cortanze. De Cortanze avait conçu auparavant la Peugeot 905B à moteur atmosphérique qui avait conquis les 24h du Mans en 1992 et 1993, et il intégra au sein du prototype les dernières technologies employées en F1. 

### Description technique
La voiture, de type monocoque en carbone, est une évolution de la Peugeot 905B, améliorée notamment sur le plan aérodynamique. Le moteur est un V8 bi-turbo de 3,6 l datant de l’époque du Groupe C. La suspension présente de très longs bras à l’avant comme à l’arrière, ce qui permet une géométrie idéale. 

### Parcours

#### 24 Heures du Mans 1998
Engagée pour la première fois au Mans en 1998, la Toyota GT-One se montre très performante, mais connaît une casse de la boîte de vitesses et un accident malchanceux qui l’empêchent de briller.

#### 24 Heures du Mans 1999
L’année suivante est marquée par la participation de trois GT-One. La meilleure prétendante à la victoire (c’est-à-dire la no 1) subit une crevaison au 90e tour, ce qui la force à abandonner. La voiture de soutien no 2 entre en collision avec la barrière de sécurité au 173e tour, qui la force aussi à abandonner la course. La troisième voiture, pilotée par Ukyo Katayama, Toshio Suzuki et Keiichi Tsuchiya parvient à maintenir la pression sur la voiture de tête jusqu’à la fin de l’épreuve et termine deuxième. 

## Courses et résultats
- 24 Heures du Mans 1998

| N° | Catégorie | Châssis | Écurie                               | Pilotes                                      | Châssis                   | Qualif. | Course                                       |
| N° | Catégorie | Châssis | Écurie                               | Pilotes                                      | Moteur                    | Qualif. | Course                                       |
| -- | --------- | ------- | ------------------------------------ | -------------------------------------------- | ------------------------- | ------- | -------------------------------------------- |
| 27 | GT1       | LM805   | Toyota Motorsport Toyota Team Europe | Ukyo Katayama Toshio Suzuki Keiichi Tsuchiya | Toyota GT-One             | 8e      | 9e (à 25 tours) 326 tours                    |
| 27 | GT1       | LM805   | Toyota Motorsport Toyota Team Europe | Ukyo Katayama Toshio Suzuki Keiichi Tsuchiya | Toyota R36V 3.6L Turbo V8 | 8e      | 9e (à 25 tours) 326 tours                    |
| 28 | GT1       | LM804   | Toyota Motorsport Toyota Team Europe | Martin Brundle Emmanuel Collard Eric Hélary  | Toyota GT-One             | 2e      | Abandon (Accident) 191 tours Meilleur Tour   |
| 28 | GT1       | LM804   | Toyota Motorsport Toyota Team Europe | Martin Brundle Emmanuel Collard Eric Hélary  | Toyota R36V 3.6L Turbo V8 | 2e      | Abandon (Accident) 191 tours Meilleur Tour   |
| 29 | GT1       | LM802   | Toyota Motorsport Toyota Team Europe | Thierry Boutsen Ralf Kelleners Geoff Lees    | Toyota GT-One             | 7e      | Abandon (Boîte de vitesses cassée) 330 tours |
| 29 | GT1       | LM802   | Toyota Motorsport Toyota Team Europe | Thierry Boutsen Ralf Kelleners Geoff Lees    | Toyota R36V 3.6L Turbo V8 | 7e      | Abandon (Boîte de vitesses cassée) 330 tours |

- 24 Heures du Mans 1999

| N° | Catégorie | Châssis | Écurie                               | Pilotes                                          | Châssis                   | Qualif. | Course                                |
| N° | Catégorie | Châssis | Écurie                               | Pilotes                                          | Moteur                    | Qualif. | Course                                |
| -- | --------- | ------- | ------------------------------------ | ------------------------------------------------ | ------------------------- | ------- | ------------------------------------- |
| 1  | LM GTP    | LM907   | Toyota Motorsport Toyota Team Europe | Martin Brundle Emmanuel Collard Vincenzo Sospiri | Toyota GT-One             | Pole    | Abandon (Crevaison) 90 tours          |
| 1  | LM GTP    | LM907   | Toyota Motorsport Toyota Team Europe | Martin Brundle Emmanuel Collard Vincenzo Sospiri | Toyota R36V 3.6L Turbo V8 | Pole    | Abandon (Crevaison) 90 tours          |
| 2  | LM GTP    | LM806   | Toyota Motorsport Toyota Team Europe | Thierry Boutsen Ralf Kelleners Allan McNish      | Toyota GT-One             | 2e      | Abandon (Accident) 173 tours          |
| 2  | LM GTP    | LM806   | Toyota Motorsport Toyota Team Europe | Thierry Boutsen Ralf Kelleners Allan McNish      | Toyota R36V 3.6L Turbo V8 | 2e      | Abandon (Accident) 173 tours          |
| 3  | LM GTP    | LM804   | Toyota Motorsport Toyota Team Europe | Ukyo Katayama Toshio Suzuki Keiichi Tsuchiya     | Toyota GT-One             | 8e      | 2e (à 1 tour) 364 tours Meilleur Tour |
| 3  | LM GTP    | LM804   | Toyota Motorsport Toyota Team Europe | Ukyo Katayama Toshio Suzuki Keiichi Tsuchiya     | Toyota R36V 3.6L Turbo V8 | 8e      | 2e (à 1 tour) 364 tours Meilleur Tour |

- 1 000 kilomètres de Fuji 1999

| N° | Catégorie | Châssis | Écurie                               | Pilotes                                      | Châssis                   | Qualif. | Course                                |
| N° | Catégorie | Châssis | Écurie                               | Pilotes                                      | Moteur                    | Qualif. | Course                                |
| -- | --------- | ------- | ------------------------------------ | -------------------------------------------- | ------------------------- | ------- | ------------------------------------- |
| 1  | LM GTP    | LM804?  | Toyota Motorsport Toyota Team Europe | Ukyo Katayama Toshio Suzuki Keiichi Tsuchiya | Toyota GT-One             | Pole    | 2e (à 1 tour) 227 tours Meilleur Tour |
| 1  | LM GTP    | LM804?  | Toyota Motorsport Toyota Team Europe | Ukyo Katayama Toshio Suzuki Keiichi Tsuchiya | Toyota R36V 3.6L Turbo V8 | Pole    | 2e (à 1 tour) 227 tours Meilleur Tour |

## Châssis construits

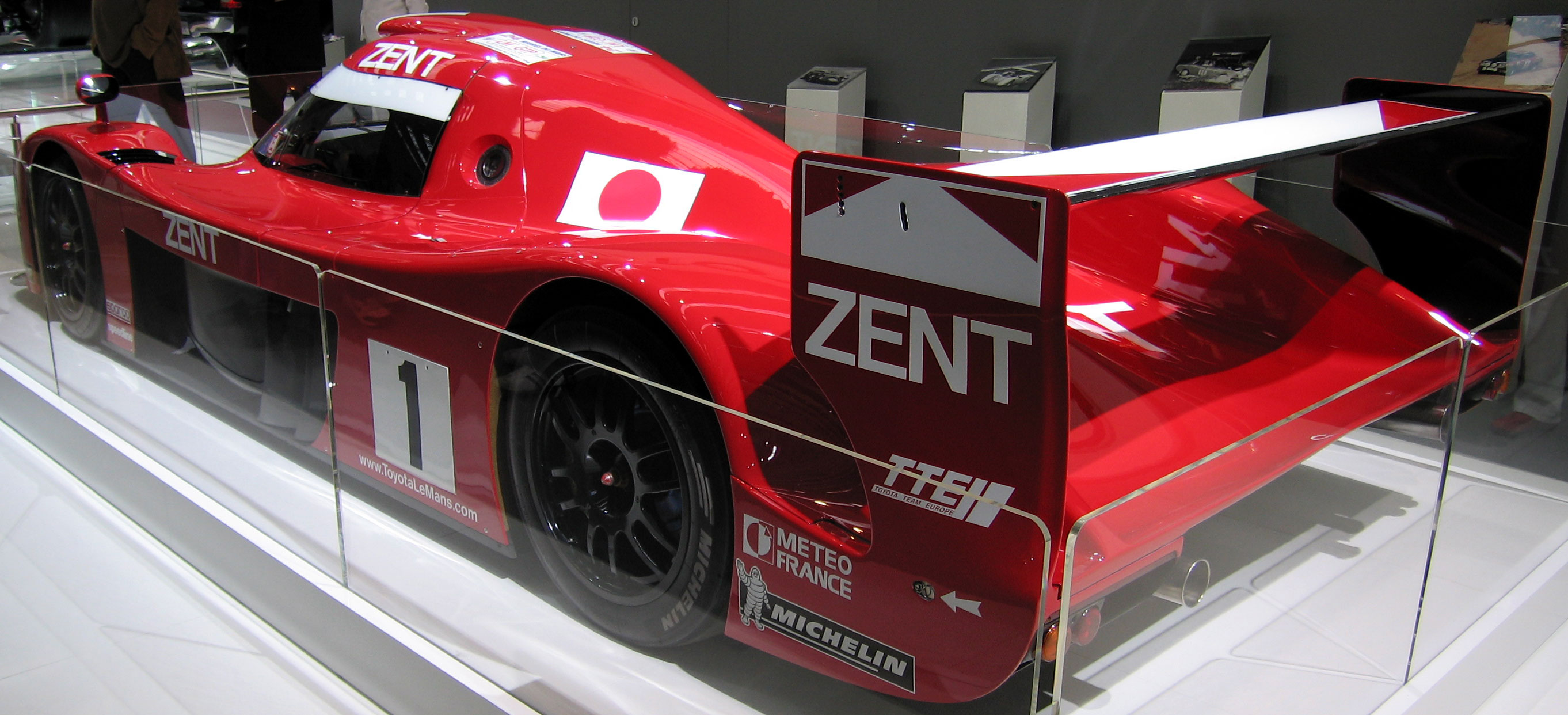
La Toyota GT-One châssis LM907 exposée en Europe

LM801 : voiture ayant participé à divers essais, n’a jamais couru en course, aujourd'hui exposée au quartier général de Toyota Japon, en « réplique » de la version Road Car (bien qu'elle n'ait qu'un seul siège, ce qui permet de la différencier de la LM803).
LM802 : 24h du Mans 1998, puis devient voiture d’essai.
Participe aussi aux courses de démonstration : Goodwood Festival of Speed 2007, avec Toshio Suzuki et Franck Montagny au volant, et AVD Oldtimer Grand-Prix Nürburgring 2008, avec Timo Glock au volant.
LM803 : voiture de route, construite pour répondre à la réglementation de l’époque.
LM804 : 24 Heures du Mans 1998 et 1999.
Participe aussi aux courses de démonstration : Goodwood Festival of Speed 2005 avec Ukyo Katayama au volant, Motor Sport Japan Festival, Odaiba Tokyo 2007 et Toyota Motorsports Festival sur le Fuji Speedway 2008.
LM805 : 24 Heures du Mans 1998, puis devient voiture d’essai.
LM806 : 24 Heures du Mans 1999 (châssis détruit).
LM907 : 24 Heures du Mans 1999.
LM908 (ex LM804) : 24 Heures du Mans 1999. Voiture Numéro 3, pilotée par le trio Japonais, qui termine seconde au classement général, et 1ère LM-GTP. Actuellement exposée au Musée Toyota Motorsport en Allemagne.
Un ou deux de ces châssis ont servi de « voiture laboratoire » pour des essais d’éléments de châssis et de mécanique, destinés au programme Formule 1.